# IC 1764
IC 1764 је спирална галаксија у сазвјежђу Ован која се налази на листи објеката дубоког неба у Индекс каталогу.
Деклинација објекта је + 24° 34' 47" а ректасцензија 2h 0m 23,3s. Привидна величина (магнитуда) објекта IC 1764 износи 13,4 а фотографска магнитуда 14,2. IC 1764 је још познат и под ознакама UGC 1486, MCG 4-5-33, CGCG 482-44, IRAS 01575+2420, PGC 7603.